# Anthocharis stella
Anthocharis stella é uma espécie de borboleta encontrada, principalmente, nas Montanhas Rochosas, nos Estados Unidos, onde a sua lagarta se alimenta de diferentes tipos de plantas. Ela tem várias subespécies.